# ASSEMBLE24
Assemble24 (cách điệu: <ASSEMBLE24>) là album phòng thu đầu tiên của nhóm nhạc nữ Hàn Quốc tripleS với đầy đủ 24 thành viên. Album được phát hành lúc 18 giờ ngày 8 tháng 5 năm 2024 (KST) bởi MODHAUS, và phân phối bởi Kakao Entertainment. Album bao gồm 10 bài hát, bao gồm bài hát chủ đề, đĩa đơn "Girls Never Die".

## Phát hành

### Trước khi phát hành
Ngày 4 tháng 2, sau khi kết thúc chặng 3 của tour <Authentic> tại Seoul, một đoạn teaser bất ngờ đã được công bố về Grand Gravity tiếp theo bình chọn cho bài hát chủ đề cho tripleS OT24.
Ngày 14 tháng 2, trong số SIGNAL của hôm đó đã đăng tải video về teaser như trên, hé lộ sẽ diễn ra trong tháng 2.
Ngày 15 tháng 02 năm 2024, trên kênh YouTube chính thức của nhóm đã đăng tải 4 đoạn cắt từ 4 bài hát được lựa chọn cho Gravity bầu chọn bài hát chủ đề cho lần ra mắt tripleS với 24 thành viên <ASSEMBLE24>, lần lượt đánh chữ từ A tới D là Girls Never Die, Midnight Flower, Bionic Power, Non-Scale. Ngày 17 tháng 02, 4 video đoạn cắt tiếp theo được đăng tải, đánh chữ từ E tới H là Atmosphere, Too Hot, Recover It Now, Seoul Vice.
Trong Grand Gravity đầu tiên cho 4 bài hát từ A tới D, Girls Never Die giành chiến thắng, và Too Hot chiến thắng trong 4 bài hát từ E tới H. Từ ngày 19 tới 20 tháng 2, Girls Never Die và Too Hot sẽ thông qua Grand Gravity cuối cùng để chọn ra bài hát chiến thắng trở thành title trong <ASSEMBLE24>. Kết quả là Girls Never Die chiến thắng với số phiếu gấp gần 5 lần Too Hot.
Ngày 14 tháng 4 năm 2024, trên các tài khoản mạng xã hội chính thức của nhóm đã đăng tải những hình ảnh đầu tiên về album phòng thu với sự tham gia của cả 24 thành viên tripleS.
Từ ngày 15 tới ngày 18 tháng 4 năm 2024, ảnh concept cá nhân của các thành viên được đăng tải

### Phát hành
18 giờ ngày 8 tháng 5 năm 2024 (KST), <ASSEMBLE24> chính thức được phát hành trên các nền tảng nhạc số, đồng thời video âm nhạc cho bài hát chủ đề "Girls Never Die" cũng được đăng tải. Cùng ngày, tripleS tổ chức buổi gặp mặt báo chí trước thềm ra mắt album.
Album bao gồm 10 bài hát, trong đó có "Girls Never Die" là bài hát chủ đề được bình chọn ra bởi người hâm mộ. Một số bài hát trong Grand Gravity cũng được bổ sung vào album, bao gồm Midnight Flower, Recover It Now (đặt tên lại là 24), và Non-Scale.

## Danh sách bài hát
Thông tin về các tác giả tham gia sản xuất tham khảo từ Highlight Medley của <ASSEMBLE24> .
| Track listing for Assemble24 | Track listing for Assemble24      | Track listing for Assemble24                                   | Track listing for Assemble24                                                                                      | Track listing for Assemble24                 | Track listing for Assemble24 |
| STT                          | Nhan đề                           | Phổ lời                                                        | Phổ nhạc | Arrangement                                  | Thời lượng                   |
| ---------------------------- | --------------------------------- | -------------------------------------------------------------- | --- | -------------------------------------------- | ---------------------------- |
| 1.                           | "S"                               | Jaden Jeong                                                    | El Capitxn Vendors (Arte) Vendors (Nano) Jongsoo Kim                                                              | El Capitxn Vendors (Arte) Vendors (Nano)     | 1:13                         |
| 2.                           | "Girls Never Die"                 | Jaden Jeong                                                    | El Capitxn Maria Marcus Arineh Karimi Vendors (Zenur) Vendors (Nano) Vendors (Coll!n) Vendors (JNX's) Jongsoo Kim | El Capitxn Vendors (Arte) Vendors (Nano)     | 3:07                         |
| 3.                           | "가시권 (Heart Raider)"           | Youra (Full8loom) 진리 (Full8loom) 방건우 (Full8loom)          | 영광의 얼굴들 (Full8loom) 방건우 (Full8loom) Davey Nate Ryan Kim Jayna Brown                                      | 영광의 얼굴들 (Full8loom) 방건우 (Full8loom) | 2:59                         |
| 4.                           | "Midnight Flower"                 | Kim Nakyoung Hollin (MonoTree) 329 강규린                      | 윤종성 (MonoTree) Danzel Chain Chanti                                                                             | 윤종성 (MonoTree)                            | 2:46                         |
| 5.                           | "White Soul Sneakers"             | Park Sohyun                                                    | Park Sohyun Badd San Yoon Louise Frick Sveen                                                                      | Park Sohyun Badd                             | 3:03                         |
| 6.                           | "치유 (Chiyu)"                    | D'Day Jaden Jeong                                              | KZ 김태영 MLC Maria Marcus Dint                                                                                   | KZ 김태영                                    | 2:50                         |
| 7.                           | "24"                              | GDLO YELO Moonkyo (Monotree) Ikki                              | GDLO YELO Ikki | GDLO Moonkyo (Monotree)                      | 2:33                         |
| 8.                           | "이면의 이면 (Beyond the Beyond)" | Park Sohyun Hyang (MUMW) 보랑 (MUMW) 전현지 (MUMW) Jaden Jeong | Badd San Yoon Louise Frick Sveen                                                                                  | Badd                                         | 3:02                         |
| 9.                           | "Non Scale"                       | 진리 (Full8loom) Jaden Jeong                                   | 영광의 얼굴들 (Full8loom) 진리 (Full8loom)                                                                        | 영광의 얼굴들 (Full8loom)                    | 3:26                         |
| 10.                          | "Dimension"                       | 이이진 Jaden Jeong 최영경                                      | Badd San Yoon Isa Guerra                                                                                          | Badd                                         | 3:17                         |
| Tổng thời lượng:             | Tổng thời lượng:                  | Tổng thời lượng:                                               | Tổng thời lượng:                                                                                                  | Tổng thời lượng:                             | 28:16                        |

## Lịch sử phát hành
| Khu vực  | Ngày        | Định dạng                         | Hãng đĩa                        |
| -------- | ----------- | --------------------------------- | ------------------------------- |
| Hàn Quốc | May 8, 2024 | - CD - tải trực tuyến - streaming | - Modhaus - Kakao Entertainment |
| Toàn cầu | May 8, 2024 | - tải trực tuyến - streaming      | - Modhaus - Kakao Entertainment |